# Senījeh
Senījeh (persiska: سنیجه) är en ort i Iran.   Den ligger i provinsen Khuzestan, i den centrala delen av landet, 500 km söder om huvudstaden Teheran. Senījeh ligger 40 meter över havet och antalet invånare är 222.
Terrängen runt Senījeh är platt. Runt Senījeh är det ganska tätbefolkat, med 144 invånare per kvadratkilometer. Närmaste större samhälle är Yekāvīyeh-ye Yek, 16,3 km väster om Senījeh. Trakten runt Senījeh är ofruktbar med lite eller ingen växtlighet.